# Różanka
Różanka (IPA: [ruˈʐaŋka], in tedesco Rosenthal) è un villaggio nel comune urbano-rurale di Międzylesie, all'interno del distretto di Kłodzko nel Voivodato della Bassa Slesia, nella Polonia sud-occidentale.
È situato a circa 5 km a nord-ovest di Międzylesie, 29 km a sud di Kłodzko e 109 km a sud di Breslavia. Il villaggio ha una popolazione di 301 abitanti.
Il villaggio inoltre ha dato i natali al pittore Franz Jaschke e al tenente generale della Luftwaffe Erich Homburg (1886-1954).